# Justicia alsinoides
Justicia alsinoides är en akantusväxtart som beskrevs av Emery Clarence Leonard. Justicia alsinoides ingår i släktet Justicia och familjen akantusväxter. Inga underarter finns listade i Catalogue of Life.